# Петочисленици
Петочисленици, Свети Петочисленици или Божји угодници су петорица словенских просветитеља и накадашњих ученика светих Кирила и Методија. Иако се Кирило и Методије сматрају утемељивачиима православне Цркве међу Словенским народима, они су то добрим делом остварили – преко својих ученика Петочисленика – просветитеља и учитељи, колико у бугарској и руској толико и српској цркви.

## Божји угодници
Међу Петочисленицима, просветитељима словенских народа и ученицима Светих Кирила и Методија, били су:
- Свети Наум — који се упокојио 23. децембра (по јулијанском календару) 910. године, и када је главни празник храма посвећен овом светитељу.
- Свети Климент Охридски — који се упокојио 916. године. Његове чудотворне мошти почивају у некадашњем храму Свете Богородице, који се доцније прозван по њему манастир Св. Климента.[2]
- Свети Сава
- Свети Ангеларије
- Свети Горазд

Мошти светитеља Наума и Климента почивају у Охридском манастиру, а светитеља Ангеларија и Горазда у Берату у Албанији. Непознато је где је сахрањен Свети Сава један од Петочисленика.

## Историја
Ученик Светих Методија и Кирила, након њихове смрти, прекинули су мисије код моравских Словена, и под притиском папе Стефана V и немачких великаша и клирика, крајем 9. века Петочисленици су били принуђени да напусте Моравску. С њиховим одласком замрло је богослужење на словенском језику у Моравској.
По преласку Дунава, били су добро примљени од стране бугарског цара Бориса и наставили су своју просветитељску делатност на простору тадашње Бугарске, нарочито за време владавине бугарског цара Симеона. Населили су се уз дозволу бугарског, тек покрштеног цара Бориса-Михаила, на саму западну границу огромне бугарске државе на обале Охридског и Преспанског језера и ка Драчу и Јадрану, и на том простору покренули опсежну просветититељску и мисионарску делатност што је ојачало не само процес примања и усвајања хришћанства код Срба и Бугара веч и на народној језика, јер су тада језичке баријере међу словенским племенима биле много мање и тање. Данас се у науци тај језик означава просто као „старословенски“.
Петочислени су прво основали манастир у Белици, где им је било и њихово прво епископско седиште. Доцније су се пресели у Охрид, одакле су разви велику архипастирску и просветитељску делатност у ближој и широј околини. У Охриду је Свети Климент подигао цркву Светом Пантелејмону, касније названу управо по Светом Науму, у којојој је боравило много ученика, који су преписивали књиге словенским писменима за словенски народ и у овој делатности нарочито му помагали Светом Науму. Чудотворне мошти Нумове почивају у негдашњем храму Свете Богородице, који се доцније прозвао по имену Светог Климента.

## Предања и веровања
Петочисленици су својом мисијом, по мишљењу Митрополита СПЦ Амфилохија, 
...артикулисали и обликовали паганску словенску стихију, дали јој лик и садржај. Обликовали су је Јеванђељем, које су превели на Словенима разумљив језик и просветили светлошћу Христовом. У тој светој кирило-методијевској школи и ми смо се научили јеванђељској истини, постали чланови Цркве, која је увек била и остала радиница живота.
Над моштима Светог Наума већ вековима се по наводима (веровању) верника дешавају чудесна исцељења. Њих наводно добијају не само православни хришћани, већ и људи свих вера и нација „који чистог срца долазе по помоћ од Светитеља.”